# Вільям Тануї
Вільям Кіптарус Тануї (англ. William Kiptarus Tanui; нар. 22 лютого 1964) — кенійський легкоатлет, що спеціалізується на бігу на середні дистанції, олімпійський чемпіон 1992 року.

## Кар'єра
| Рік               | Змагання                     | Місто               | Місце             | Дисципліна        | Примітки          |
| Представник Кенія | Представник Кенія            | Представник Кенія   | Представник Кенія | Представник Кенія | Представник Кенія |
| ----------------- | ---------------------------- | ------------------- | ----------------- | ----------------- | ----------------- |
| 1991              | Чемпіонат світу в приміщенні | Севілья, Іспанія    | —                 | 800 метрів        | DQ                |
| 1992              | Олімпійські ігри             | Барселона, Іспанія  | 1                 | 800 метрів        | 1:43.66           |
| 1993              | Чемпіонат світу              | Штутгарт, Німеччина | 7                 | 800 метрів        | 1:45.80           |
| 1995              | Фінал Гран-прі IAAF          | Монте-Карло, Монако | 5                 | 1500 метрів       | 3:33.69           |
| 1996              | Олімпійські ігри             | Атланта, США        | 5                 | 1500 метрів       | 3:37.42           |
| 1996              | Фінал Гран-прі IAAF          | Мілан, Італія       | 4                 | 1500 метрів       | 3:39.88           |
| 1997              | Чемпіонат світу в приміщенні | Париж, Франція      | 3                 | 1500 метрів       | 3:37.48           |
| 1998              | Фінал Гран-прі IAAF          | Москва, Росія       | 3                 | 1500 метрів       | 3:33.30           |
| 1999              | Чемпіонат світу в приміщенні | Маебасі, Японія     | 4                 | 1500 метрів       | 3:34.77           |
| 1999              | Фінал Гран-прі IAAF          | Мюнхен, Німеччина   | 4                 | 1500 метрів       | 3:33.93           |